# Universitat de Calgary
La Universitat de Calgary (U of C o UCalgary) és una universitat pública de recerca situada a Calgary (Alberta), al Canadà. Va començar el 1944 com una sucursal de Calgary de la Universitat d'Alberta, fundada el 1908, abans de ser instituïda en una universitat independent i autònoma el 1966. Està composta per 14 facultats i més de 85 instituts i centres de recerca. El campus principal es troba al quadrant nord-oest de la ciutat prop del riu Bow i un campus sud més petit es troba al centre de la ciutat. El campus principal acull la majoria de les instal·lacions de recerca i treballa amb agències reguladores i d'investigació provincials i federals, diverses de les quals es troben al costat del campus, com ara el Servei Geològic del Canadà. El campus principal cobreix aproximadament 200 hectàrees.
Membre de l'U15, la Universitat de Calgary també és una de les millors universitats de recerca del Canadà (segons el nombre de càtedres de recerca del Canadà). La universitat té uns ingressos de recerca patrocinats de 380,4 milions de dòlars, amb uns ingressos totals que superen els 1.200 milions de dòlars. La universitat també manté diversos altres departaments i facultats, com ara l'Escola de Medicina de Cumming, la Facultat d'Arts, l'Escola de Polítiques Públiques, la Facultat de Dret i l'Escola de Negocis Haskayne.
Han estat alumnes de la universitat el primer ministre canadenc Stephen Harper, l'inventor del llenguatge informàtic Java James Gosling, el cofundador d'Uber Garrett Camp i l'astronauta Robert Thirsk.